# 正体字
正體字，从正俗的角度来看，与异体字相对，是指在处于同一个位置平面的表示某一单音语素的众多不同形体结构的字中，在其中选定某一字形结构的正选字。中國古代文字學家依照《說文解字》將漢字分為正體、變體和俗體。說文所載的字稱為正體，不載者為變體或俗體。

## 汉字正俗历史
中國古代文字學家依照《說文解字》將漢字分為正體、變體和俗體。說文所載的字稱為正體，不載者為變體或俗體。
唐《干祿字書》將所收漢字分為俗、通、正三体。卷契、药方、账据用俗体，奏表、牋啓、判状用通体（相承久远的俗字，另見本字），对策、碑碣以及其他著述文章用正体。
1935年8月中華民國教育部公布《第一批简体字表》，附说明：简体字为笔画省简之字，易认易写，别于正体字而言，得以代繁写之正体字。該字表後來遭擱置，並一直沒有再實行。
1955年中华人民共和国文化部和中国文字改革委员会公布《第一批异体字整理表》，将810组汉字每组选定一种形体作为正体字，没有选中的1055个汉字作为异体字予以废除。

## 文字學上的正體字
漢字文字學上的正體、正字或正體字，與異體字和俗字相對，在學術上指較符合文字學字理和字源的形體，判斷的標準在於六書等造字理據，以及用字時是否遵從古人傳承，同時又表義準確。
對沒有接受過文字學訓練的一般人而言，也可以從權威字書裏認可的、較有權威出處來歷的字來判斷。第一部權威字書標準爲《說文解字》。後世因應文字使用的變遷，更新過其字形標準若干次，這些標準包括《干祿字書》、《五經文字》、《九經字樣》。及至近代，以《康熙字典》集各家大成，作為代表。上述的字書，有些也獲得當朝政權的支持，但字書編撰的觀點仍在傳統文字學知識上，比較一脈相承。
《康熙》以後，因時局關係，各地並不統一，但學界基本上以遵從康熙體系的傳承字形（又稱傳統字形，大陸地區推行簡化字後改稱「舊」字形）為依歸，例如老版《辭海》、《中文大辭典》等由學人主導的權威字書，可作學界認同的權威；日本有《大漢和辭典》等學界權威標準，一樣是傳承字形體系。在並非使用簡化字的地區，仍有大量印刷字型遵從傳統印刷字的正體字字樣，詳見傳承字形之說明。

## 现今各地政權公佈的正体字
然而在學界以外，隨着時局發展，正體標準未必再掌握於學界，因應各地的不同情況，所謂的正體字或字形規範也許會落在政權主導、頒佈的標準中。由於近代史演變的複雜因素，傳統漢字現在有不同名稱及內涵的差異。當中有些只是指引甚至參考而非硬性標準，有些則以行政和執法手段作出較強制性的要求。這些，包括有：
- 中華民國：國字標準字體（只在語文教育上作標準）；
- 中華人民共和國、新加坡：通用規範漢字表。當中大陸亦以《新华字典》、《現代漢語詞典》為規範，其釐定正俗的考慮點未必與傳統文字學學界一致；
- 香港、澳門：常用字字形表（語文教育參考標準，非強制規範，日常印刷字體習慣依傳承字形）；
- 日本：常用漢字、人名用漢字（印刷字體依新字体）
- 南韓：漢文教育用基礎漢字

### 中華民國
中華民國政府對傳統漢字的官方名稱為「國字」、「正體字」，又名「正體中文」，是官方唯一的中文字體標準。
教育部函，民國65年（1976年）9月13日臺（65）社字第24416號
主旨：（中華民國）學校學生應習正體字，以學生為對象之用書，亦應以正體字印製，不得使用簡體字。

資料來源：《教育部公報》第21卷，第5-6頁。（1976年9月30日）
馬英九擔任臺北市長期間曾要求臺北市政府教育局通函各市府、學校與民間單位推行「正體字」非「繁體字」之正名宣導，2004年參與撰寫《臺北市政府推行使用正體字說帖》，到臺灣微軟公司建議將Windows作業系統中的「繁體字」正名為「正體字」。

### 中華人民共和國
1964年5月，中華人民共和國國務院直属的中国文字改革委员会頒布《簡化字總表》，中華人民共和國推行简化字，並將與之對應的傳統漢字則稱作繁体字（民間亦有「正體字」、「老字」、「深筆字」等稱法），還有一些漢字未簡化，继续沿用，称为传承字。
严格来讲，“繁体字”一词只在一个字存在汉字简化時使用，如某汉字無對應的简化字，则属于传承字範疇。但在某些时候，港、澳、臺通行字体会被笼统的称为「繁體字」；中國大陆规范汉字（包括简化字和未被简化的传承字）分别会被笼统的称为“简体字”，不过其实此系统和臺湾、香港、澳门的用字差异除了简繁汉字本身的分别外，也有很大部份源于不同的异体字选择和字形的分别，所以“简体中文”的笔画不一定较少，例如中國大陸新字形的「强」字比港澳台通行的「強」字多一畫（若以傳承字形書寫則筆畫數相同其複合筆畫的交接須斷筆），再如《簡化字總表》將「谷」、「穀」合併為「谷」，“山谷”的“谷”與傳統寫法相同，這類“一簡多繁”的例子還有很多。

### 香港
香港在歷史及政治因素下曾屬英國統治，不受中華人民共和國推行简體字的影響。1997年7月1日香港主權移交後，基於一國兩制政策沒有改變原有傳統漢字的使用，官方正式文字仍分為英文和傳統漢字（「體字」，民間也有「體字」、「原體字」、「深筆字」等稱法），教學和民間行文普遍使用傳統漢字，甚少为了手寫方便而使用简笔字。受與大陸經貿往來的加強，以及開放內地（大陸）人士來港旅遊自由行的影響，工商業簡體字的使用漸多，香港商店有時會為招攬内地遊客而只提供簡化字的宣傳單張、大型廣告板、交通路線圖或路牌等，常引起香港居民不滿。

### 澳門
澳門在歷史及政治因素下曾由葡萄牙統治，不受中華人民共和國推行简體字的影響。1999年12月20日澳門主權移交後，基於一國兩制政策沒有改變原有傳統漢字的使用，官方正式文字仍分為葡文和傳統漢字（「體字」，民間也有「體字」、「原體字」、「深筆字」等稱法），教學和民間行文普遍使用傳統漢字，甚少为了手寫方便而使用简笔字。

### 新加坡
新加坡的華文（華語）學術界在1970年代後開始統一使用簡體中文，繁體字在大眾媒體中仍普遍存在，如華人商店的招牌、舊告示及許多非學術類中文書籍，香港和臺灣出版的書籍也在市場流動，當地許多中文報章都會使用「標題繁體字，內容簡化字」的方式讓簡繁中文並存。

### 馬來西亞
和新加坡類似，馬來西亞的華文（華語）學術界在1970年代後開始統一使用簡體中文，繁體字在大眾媒體中仍普遍存在，如華人商店的招牌、舊告示及許多非學術類中文書籍，香港和臺灣出版的書籍也在市場流動，當地許多中文報章（印刷版《東方日報》和《南洋商報》除外）都會使用「標題繁體字，內容簡化字」的方式讓簡繁中文並存。馬來西亞所有本地中文報章（包括《東方日報》）的官方網站都以繁體中文為主要文字。

## 外部連結
- 正體字主題網 （页面存档备份，存于）